# Свети Атанасий (Грънчари)
Вижте пояснителната страница за други значения на Свети Атанасий.
„Свети Атанасий“ или „Свети Атанас“ (на македонска литературна норма: „Свети Атанасиј“, „Свети Атанасие“) е църква в село Грънчари, Преспа, част от Преспанско-Пелагонийската епархия на Македонската православна църква – Охридска архиепископия.
Църквата е гробищна и е разположена на запад от селото. Представлява еднокорабна сграда с полукръгла апсида и тремове на южната и западната страна. Входовете също са от юг и запад. Вътрешността не е изписана. На иконостаса иконите са в два реда. От престолните икони, изписани в XIX век, внимание заслужава двустранна икона с Христос Вседържител до пояс от едната страна и Света Богородица Одигитрия с младенеца от другата. Изображението на Богородица е дело на Йоан Зограф от Грамоща – един от най-добрите зографи в региона от втората четвърт на XVI век.